# Пушняк Павло Анатолійович
Павло́ Анато́лійович Пушня́к (21 лютого 1978, місто Богуслав, Київська область — 6 серпня 2014, село Дякове, Антрацитівський район, Луганська область) — старший солдат Збройних сил України, учасник російсько-української війни.

## Життєпис
Народився в Богуславі, де у 1995 році закінчив місцеву загальноосвітню школу № 2. Вступив на інженерно-танковий факультет Київського інституту сухопутних військ. Коли інститут перевели до Одеси, продовжив службу в підрозділі спеціального призначення «Барс»; після розформування якого залишився жити і працювати в Києві — мешкав у Голосіївському районі. Любив мандрувати з сім'єю по країні; із сином часто ходив на риболовлю.
Активний учасник Євромайдану.
У час війни виконував обов'язки водія — електрика у складі 72-ї окремої механізованої бригади.
6 серпня 2014 року помер від численних осколкових поранень, яких зазнав близько 6:30 ранку поблизу села Дякове, що на Луганщині, під час масованого артилерійського обстрілу українських підрозділів, вчиненого російсько-терористичними військами.
Похований у Богуславі.
Без Павла лишились син; мама.

## Нагороди та вшанування
- 14 листопада 2014 року за особисту мужність і героїзм, виявлені у захисті державного суверенітету та територіальної цілісності України, вірність військовій присязі під час російсько-української війни, відзначений — нагороджений орденом «За мужність» III ступеня (посмертно).
- у жовтні 2014 року на фасаді Богуславської ЗОШ № 2 урочисто відкрито меморіальну дошку пам'яті Павла Пушняка.
- його портрет розміщений на меморіалі «Стіна пам'яті полеглих за Україну» в Києві: секція 2, ряд 7, місце 15.
- медаль «За жертовність і любов до України».
- у Богуславі існує вулиця Павла Пушняка[1]